# Tribbey
Tribbey é uma cidade  localizada no estado norte-americano de Oklahoma, no Condado de Pottawatomie.

## Demografia
Segundo o censo norte-americano de 2000, a sua população era de 273 habitantes.
Em 2006, foi estimada uma população de 286, um aumento de 13 (4.8%).

## Geografia
De acordo com o United States Census Bureau tem uma área de
49,4 km², dos quais 49,3 km² cobertos por terra e 0,1 km² cobertos por água. Tribbey localiza-se a aproximadamente 294 m acima do nível do mar.

## Localidades na vizinhança
O diagrama seguinte representa as localidades num raio de 20 km ao redor de Tribbey.